# 화순 천덕리 회덕고분군
화순 천덕리 회덕고분군(和順 千德里 懷德古墳群)은 대한민국 전라남도 화순군 능주면 천덕리에 있는 고분군이다. 2001년 9월 27일 전라남도의 기념물 제192호로 지정되었다.

## 개요
회덕고분군은 충신강 동쪽에 위치한 회덕마을의 북쪽 구릉상에 위치하고 있다. 회덕마을 입구에서 마주 보이는 구릉의 능선을 따라 남서-북동 방향으로 3기가 분포하고 있다.
1호분은 3기의 고분 중에서 가장 서남쪽에 있는 것으로 구릉 능선의 말단부에 자리하고 있다. 마을 입구 정자나무와 가까이에 자리하고 있는데 정자나무 주변이 휴게시설로 정비되면서 끝자락이 훼손되고 민가가 들어서거나 석축을 만들면서 그 형태를 알아 보기 힘들게 되었다. 조사 결과 1호분은 평면형태가 사각형인 것으로 확인되었다.
1호분과 3호분 사이에 있는 2호분은 사각형 평면인데 북동쪽에 대나무가 무성하게 자라고 있으나 비교적 잘 남아 있고 남서쪽에는 민묘가 조성되어 있고 남동쪽에는 민가가 들어서면서 많이 깎여 나갔다. 구릉의 가장 위쪽에 자리하고 있는 3호분은 둥근 형태를 하고 있다.

## 참고 자료
- 화순천덕리회덕고분군 - 국가유산청 국가유산포털